# Иртенина, Наталья Валерьевна
Наталья Валерьевна Иртенина (по отцу — Ипатько, 1 мая 1976, Наро-Фоминск, Московская область, СССР) — российский писатель, автор мистико-фантастических и исторических романов, публицист, историк, генеалог, член Союза писателей России (2007), лауреат литературной премии «Филигрань» (2017 и 2019) и многих других, дипломант конкурсов «Просвещение через книгу» Русской православной церкви (2017 и 2018), лауреат премии конкурса Издательского совета Русской православной церкви «Новая библиотека» (2020), кавалер «Карамзинского креста» (2011), Издательским советом РПЦ награждена медалью им. Епифания Премудрого 3-й степени (2018).

## Биография
Родилась в семье инженеров. Предки по мужской линии — малороссийский казачий род, давший ответвления в кубанском и терском казачестве. Окончила в 1998 г. Московский государственный университет печати по специальности редактор-издатель. Работала редактором в московских издательствах, в том числе в издательстве «Аванта+», выпускавшем многотомную «Энциклопедию для детей», была редактором-составителем тома энциклопедии, посвященного православию (Т. 40. «Россия. Православие»), где также выступила автором статей.
Литературным творчеством занялась в конце 1990-х гг. В начале 2000-х гг. публиковала повести в жанре мистики в сборниках «Сакральная фантастика», издававшихся Литературно-философской группой «Бастион». Постоянный участник «Бастиона» и историко-литературного «Карамзинского клуба». Первый мистико-фантастический роман «Зов лабиринта» вышел в 2004 г. в издательстве «АСТ» и был отмечен премией «Звездная колыбель» как дебют в области интеллектуальной фантастики.
Позднее публиковала романы в издательствах «Рипол-классик», «Лепта-книга». Из ранних фантастических книг наибольший резонанс имел роман «Меч Константина» (2006). В издательстве «Вече» вышла тетралогия исторических романов о временах древней и средневековой Руси, которые получили высокую оценку профессиональных историков, в частности, С. В. Алексеева («Нестор-летописец», «Шапка Мономаха», «Андрей Рублев, инок», «Русь на Мурмане»).
Иртенина — автор учебного пособия «История России. Иллюстрированный атлас» (первое издание — 2014 г.), а также нескольких книг научно-популярного жанра. В частности, в 2012 г. было издано отдельной книжкой биографическое эссе о патриархе Тихоне (Беллавине), в 2022 г. в серии «Жизнь замечательных людей» издательства «Молодая гвардия» издана книга «Лики русской святости».
Время от времени выступает как публицист и эссеист на сетевых ресурсах и в бумажных журналах. Публиковалась на сайте и в газете «Радонеж», на сайтах Всемирного русского народного собора и Общества развития русского исторического просвещения «Двуглавый орел», новостном портале «Сегодня.ру», в журналах «Политический журналъ», «Наука и религия», «Фома», «Родина», «Наш современник». Выходили сборники публицистики, в том числе в соавторстве с историком и писателем Д. М. Володихиным.
С 2015 г. пишет также познавательные книги для детей. В серии «Русские воители за веру и Отечество» издательства «Символик» вышло несколько книг, посвященных русским государям и полководцам (беллетризованные биографии князей Владимира Святого и Владимира Мономаха, Николая II, Суворова, Ушакова, Нахимова, Кутузова, Пожарского, маршала Жукова и др.).
Имеет научные публикации в ежегоднике «Историческое обозрение», выпускаемом историко-просветительским обществом «Радетель». Статья об инженере А. А. Федотове, одном из главных обвиняемых на процессе Промпартии, — научная реконструкция биографии прапрадеда автора.
Сотрудничала с Издательским советом Русской Православной Церкви. Роман «Багряные ризы» в 2020 г. занял первое место в конкурсе рукописей «Новая библиотека», проводимом Издательским советом РПЦ, по теме «Новомученики и исповедники Русской Церкви».
Занимается также научными исследованиями в сфере исторической генеалогии. С 2023 г. являясь редактором и членом редколлегии научного журнала «Вестник Московского государственного университета технологий и управления им. К.Г. Разумовского», публикует статьи с реконструкцией родословия известных личностей (летчика И.Н. Кожедуба, белого генерала М.Г. Дроздовского, атамана Оренбургского казачьего войска А.И. Дутова, Н.В. Гоголя и др.).

## Основные литературные премии и награды
- Премия им. А. С. Хомякова «Лиги консервативной журналистики» (за роман «Царь-гора»; 2008)
- «Меч Бастиона» (2009)
- «Карамзинский крест» (за роман «Нестор-Летописец»; 2011)
- Премия нон-фикшн им. К. Н. Леонтьева (за книгу «Патриарх Тихон»; 2012)[9]
- «Чаша Бастиона» (за повесть "Чудское городище"; 2015)
- Премия им. Аполлона Кузьмина от журнала «Наш современник» (за статью «Право России на Арктику», номинация «Молодые историки и публицисты»; 2015)[10]
- Премия им. А. С. Грина «Золотая цепь» (за роман «Русь на Мурмане»; 2016)
- «Хронограф» (за роман «Русь на Мурмане»; 2017)
- «Большая филигрань» (за роман «Русь на Мурмане»; 2017)
- Дипломы 3-й степени XII-го конкурса «Просвещение через книгу» (РПЦ) в номинациях «Лучшая детская книга» (за биографии «Суворов», «Ушаков», «Нахимов») и «Лучшее художественное произведение» (за повесть «Последнее письмо полковника») (2017)[11]
- Диплом 3-й степени XIII-го конкурса «Просвещение через книгу» (РПЦ) в номинации «Лучшая детская книга» (за биографию «Николай II: царский подвиг») (2018)[12]
- Медаль им. преподобного Епифания Премудрого 3-й степени (2018)
- «Малая филигрань» (за повесть «Лицей особого назначения»; 2019)
- «Новая библиотека» (за рукопись романа «Багряные ризы»; 2020)

## Основные публикации

### Художественные
- Скрипичный ключ: повесть // «Сакральная фантастика». Вып. 1. М., 2000.
- Праздник синего ангела: повесть // «Сакральная фантастика». Вып 2. М., 2001.
- Ракурсы: повесть // «Сакральная фантастика». Вып. 4. М., 2002.
- Самозванец: рассказ // «Все флаги». М., 2003.
- Я — это ты: рассказ // «Сакральная фантастика». Вып. 5. М., 2004.
- Зов лабиринта, или По касательной: роман // Н. Иртенина. Зов лабиринта. М.: АСТ, 2004.
- Железяка и Баламут: повесть // Н. Иртенина. Зов лабиринта. М.: АСТ, 2004.
- Трудно быть бесом: рассказ // «Ковчег Бастион». М., 2005.
- Аут: роман. М.: «Рипол-классик», 2005.
- Волчий гон: повесть // Том с привидениями. М.: «Форум», 2005.
- Белый крест: роман. М.: Лепта-книга, «Яуза», «Эксмо», 2006.
- Культурный слой: повесть. М.: Лепта-книга, 2006.
- Меч Константина: роман. М.: Лепта-книга, 2006.
- Царь-гора: роман. М.: «Вече», 2008.
- Гулять по воде: роман // Кудеяр: сборник. М.: «Мануфактура», 2009.
- Нестор-летописец: роман. М.: «Вече», 2010, 2012, 2019.
- Шапка Мономаха: роман. М.: «Вече», 2012, 2020.[13]
- Андрей Рублев, инок: роман. М.: «Вече», 2014, 2019.[14][15]
- Чудское городище: повесть // Terra Sacralis: сборник. Луганск, 2014; Великое искомое: сборник. М.: «Снежный Ком М», 2022.
- Русь на Мурмане: роман. М.: «Вече», 2016, 2021.[16][17]
- Последнее письмо полковника: повесть. М.: Издательство Московской патриархии, 2017.[18]
- Лицей особого назначения: рассказ // День коронации. М.: «Эксмо», 2018.
- Тихонова Слобода: повесть // Огненный рубеж. М.: «Снежный Ком М», 2021.
- Багряные ризы: роман. М.: «Вольный Странник», 2021.
- Легенда о Кудеяре: роман. М.: «Снежный Ком М», 2021.
- Охота на Церковь: роман. М.: «Вече», 2024.

### Нехудожественные
- «Меж зыбью и звездой» («Две беспредельности» Ф. И. Тютчева): эссе // Персональная история. Исповедь судьбы. М., 2001.
- Д. Володихин, С. Алексеев, К. Бенедиктов, Н. Иртенина. Традиция и русская цивилизация. М.: «Астрель», 2006. (Серия «Philosophy»).
- Патриарх Тихон. М.: «Вече», 2012. («Русь православная»).
- История России. Иллюстрированный атлас. М.: АСТ, 2014. («Лента времени»). Переиздание: История России для каждого образованного человека. М.: АСТ, 2020.
- Д. М. Володихин, Н. В. Иртенина. Хранители старины. Древние города России. М.: «Вече», 2016.
- Святая новомученица Татиана Гримблит. Житие в художественной обработке. М., 2016.
- Патриарх Тихон: правило веры. Историческая справка // Патриарх Московский и всея Руси Кирилл. «В годину тяжкую Богом избранный...» М.: Издательство Московской Патриархии, 2017. (Серия «Слово Святейшего патриарха». Вып. 4.)
- О христоцентричности подлинной историографии и футурологии. / Историческое обозрение. Вып. 22. М.: ИПО «Радетель», 2021.
- Лики русской святости. М.: «Молодая гвардия», 2022. (Серия «Жизнь замечательных людей».)
- Володихин Д. М., Иртенина Н. В. Великое Стояние на Угре в лицах. Калуга, 2022.
- «Не гений, но добрый правитель». Карамзин о Василии III // Карамзин Н.М. Василий III. История государства Российского / Предисл. Н.В. Иртениной. М.: «Проспект», 2023. (Серия «Собиратели земли Русской»).
- Запорожское казачество // Казачество на службе России: вопросы истории. Учебное пособие / Д.М. Володихин, Н.В. Иртенина, А.А. Музафаров, Ю.С. Пыльцын. М.: «Снежный ком», 2023.

### Публицистика. Некоторые публикации
- Святость как национальная идея // «Свой». Журнал Никиты Михалкова. 2008. № 5—6.
- Хотят ли русские смуты? (Ответ князя Пожарского) // Журнал «Москва». Май, 2010.
- Русские в Крыму: IX—XVIII века. // Наш современник. 2014. № 4.
- Право России на Арктику. // Наш современник. 2015. № 8.
- Старинная битва за Кольский Север. // Наш современник. 2016. № 12.
- Д. М. Володихин, Н. В. Иртенина. Охота на красного дракона: Аргументы и материалы против революции. Сборник статей. Москва, 2017. (Серия «Двуглавый орел»).
- Николай II и мятежная Россия: иной ракурс. Сборник статей. М., 2018.
- Труд — главный идол социализма; Простые рецепты коммунизма; Сверхчеловек коммунистического будущего: Статьи // Что такое коммунизм с точки зрения православия. М., 2019.
- Окна Овертона русской литературы предреволюционной эпохи. // Духовный кризис в русской литературе и революционные потрясения XX века. М., 2020.
- Вассиан Ростовский против «пацифистов» // Наш современник. 2023. № 6.

### Научные статьи
- Русский инженер, один из «Промпартии»: А. А. Федотов. / Историческое обозрение. Вып. 20. М.: ИПО «Радетель», 2019.
- Эволюции малороссийского казачества в XVIII -- начале XX в. (Из истории одного рода.) / Историческое обозрение. Вып. 23. М.: ИПО «Радетель», 2022.
- Родом из малороссийских казаков: летчик Иван Кожедуб. Уточнения к биографии // Вестник МГУТУ им. К.Г. Разумовского. Серия общественных наук. 2023. № 1.
- Белый генерал М.Г. Дроздовский — потомок священников. Неизвестные страницы родословия // Вестник МГУТУ им. К.Г. Разумовского. Серия общественных наук. 2023. № 2.
- Новые сведения о предках-казаках оренбургского войскового атамана А.И. Дутова // Казачество на страже Отечества. Сборник научных статей по истории русского казачества / Сост. Д.М. Володихин. М.: «Снежный ком», 2023.
- Косяровские — неизвестные предки Н.В. Гоголя. Проблемы генеалогии // Вестник МГУТУ им. К.Г. Разумовского. Серия общественных наук. 2024. № 1.
- Новые лица в родословии Н.В. Гоголя: Косяровские, Шостаки, Щербаки. Генеалогическое исследование // Историческое обозрение. Вып. 25. М.: ИПО «Радетель», 2024.
- Родословие лейб-казака Николая II и императрицы Марии Федоровны Тимофея Ксенофонтовича Ящика // Вестник МГУТУ им. К.Г. Разумовского. Серия общественных наук. 2024. № 2.
- Гоголь-Яновские: дополнительные материалы к родословию Н.В. Гоголя // Вестник МГУТУ им. К.Г. Разумовского. Серия общественных наук. 2024. № 4.
- Казацко-старшинские фамилии Шостак и Кирияк (Кирияковы) в родословии Н.В. Гоголя: новые материалы // Вестник МГУТУ. Серия общественных наук. 2025. № 1. С. 15—33.
- Дед Н.В. Гоголя: войсковой канцелярист Афанасий Демьянович Яновский. Вопросы биографии и генеалогии // Вестник МГУТУ. Серия общественных наук. 2025. № 3. С. 62—80.

### Учебные пособия
- История российского казачества. Учебное пособие для студентов-гуманитариев / Д.М. Володихин, Н.В. Иртенина, А.А. Музафаров, Ю.С. Пыльцын. Изд. 3-е, испр. и доп. М.: «Снежный ком», 2024.
- Историческая генеалогия русского казачества. Учебное пособие для студентов гуманитарных вузов / Н.В. Иртенина, Д.М. Володихин. М.: «Снежный ком», 2024.

### Книги для детей
- Суворов — русский чудо-богатырь. М.: «Символик», 2017. («Русские воители за веру и Отечество»).
- Ушаков — адмирал от Бога. М.: «Символик», 2017. («Русские воители за веру и Отечество»).
- Нахимов — доблесть и честь России. М.: «Символик», 2017. («Русские воители за веру и Отечество»).
- Мономах — страж земли Русской. М.: «Символик», 2018. («Русские воители за веру и Отечество»).
- Николай II: царский подвиг. М.: «Символик», 2018. («Русские воители за веру и Отечество»).
- Пожарский — спаситель Отечества. М.: «Символик», 2019. («Русские воители за веру и Отечество»).
- Кутузов. Мастер военной стратегии. М.: «Символик», 2020. («Русские воители за веру и Отечество»).
- Княгиня Ольга — праматерь князей русских. М.: «Символик», 2021. («За веру и Отечество. Женские имена России»).
- Князь Владимир Красное Солнышко. М.: «Символик», 2022. («Русские воители за веру и Отечество»).
- Жуков — маршал-победоносец. М.: «Символик», 2023. («Русские воители за веру и Отечество»).
- Ярослав Мудрый — великий правитель, просветитель и воин. М.: «Символик», 2023. («Русские воители за веру и Отечество»).
- Кирилл Белозерский, северный чудотворец. Документальная повесть для семейного чтения // Родная Ладога. 2023. № 3.
- Андрей Рублев — премудрый иконописец. М.: «Символик», 2025. («За веру и Отечество. Русские боголюбцы»).